# Стернохиоидни мишић
Стернохиоидни мишић (лат. musculus sternohyoideus) је парни мишић врата, који је локализован у средњем слоју предње стране његове мускулатуре. Има облик танке мишићне траке, која се простире од грудне до подјезичне кости.
Мишић се припаја на горњем делу грудне кости (тзв. манубријуму) и одатле се пружа навише до доње ивице тела подјезичне кости.
Као и већина других потхиоидних мишића, инервисан је од стране грана вратног сплета (преко тзв. вратне замке). Дејство стернохиоидног мишића се огледа у спуштању хиоидне кости током акта гутања и говора, као и њеном фиксирању што даје ослонац за деловање натхиоидних мишића.